# Талькоз (пневмокониоз)
Талькоз, или тальковый пневмокониоз — вид силикатозов, который относится к благоприятно протекающей форме пневмокониоза. Возникает после длительного (более 10 лет) вдыхания воздуха с частицами талька, а также в связи с внутривенным употреблением наркотиков, содержащих примеси талька.

## История
Впервые случай талькоза был описан в 1896 году Торелем (англ. Thorel C.), в дальнейшем наблюдалось много сообщений о талькозах, вызванных внутривенным введением и использованием косметических средств. В 1999 году был впервые описан случай талькоза, вызванный регулярным надуванием воздушных шаров.

## Этиология
Талькоз возникает после длительного (более 10 лет) вдыхания воздуха, содержащей тальковую пыль во время его производства или промышленного использования. Также талькоз и его разновидности могут быть вызваны вдыханием частиц талька с асбестом или диоксидом кремния, поражающих преимущественно шахтёров, а также внутривенным введением наркотиков с содержанием талька. Наиболее редкой причиной развития талькоза является вдыхание косметического талька или пудры. Внутривенный талькоз обусловлен введением пероральных препаратов в кровоток: например, ацетаминофен, метилфенидат, метадон, кокаин, прометазин, героин и другие. Такие препараты содержат тальк в качестве наполнителя для таблеток, в то время как наркоманы дробят таблетки, разбавляют в дистиллированной воде или физиологическом растворе и вводя внутривенно. 

## Классификация
Выделяют четыре разновидности талькоза: три вызванных вдыханием и один вызванный внутривенным введением талька.
- Талькоз — вызванный вдыханием чистого талька;
- Талько-силикоз — вызванных вдыханием талька и частиц диоксида кремния;
- Талько-асбестоз — вызванный вдыханием талька и асбеста;
- Талькоз, вызванный внутривенным употреблением наркотиков[3][4].

## Клиническая картина
Выделяют три стадии развития ингаляционного талькоза. Первую стадию сопровождают следующие жалобы: одышка после физических нагрузок, сухой кашель, при этом функция внешнего дыхания не нарушена, либо имеются признаки дыхательной недостаточности. Рентгенологические исследования грудной клетки при талькозе первой стадии позволяют выявить усиление и деформацию сосудисто-бронхиального рисунка, утолщение стенок мелких бронхов. Талькоз второй стадии вызывает более выраженные симптомы и изменения в лёгких, при этом рентгенологическая картина характеризуется выраженным диффузным интерстициальным фиброзом, расширением, деформированием и уплотнение корней лёгких. Третья стадия талькоза развивается редко и при воздействии смешанной пыли, содержащей помимо талька другие силикаты или пыль диоксида кремния. Помимо этого к талькозу может присоединиться туберкулёз лёгких и развивается новое заболевание — талькотуберкулёз.

## Патологическая картина
Макроскопическая картина характеризуется наличием спаек плевральных полостей, уплотнением лёгких, наличием склеротический тяжей и узелков, а также эмфизем.
Гистологическая картина характеризуется развитием диффузного межуточного склеротического процесса в лёгких с поражением альвеолярных перегородок, перибронхиальной и периваскулярной ткани. На местах скопления тальковой пыли отмечаются склеротические узелки с наличием гистиоцитарных, лимфоидных элементов и гигантских клеток. «Тальковые узелки» не имеют тенденции к слиянию, а гиалиноз соединительной ткани выражен слабо.

## Проофилактика и лечение
Наилучшим способом профилактики этого заболевания является устранение высокой концентрации пыли в воздухе рабочей зоны с помощью эффективных средств коллективной защиты (изменение технологии, герметизация оборудования, вентиляция, автоматизация, дистанционное управление, изолированные кабины и др.).
Если это не позволило снизить концентрацию пыли до предельно допустимой (ПДКр.з., очень важно учесть, что большая часть вдыхаемой пыли удаляется из организма. За период трудового стажа в органы дыхания шахтёра или другого работника могут поступать (суммарно) килограммы пыли; но при вскрытиях масса пыли (вызвавшей силикоз и другие пневмокониозы) в десятки раз меньше. Это объясняется тем, что большая часть пыли удаляется из организма за счёт его собственного механизма "самоочистки". Поэтому очень важно сохранять и поддерживать эту способность (профилактика простуд, фотарии, ингаляции и др.).
Лечение общее с пневмокониозами и не является специфическим. Оно направлено на снижения воспаления в ткани лёгкого, элиминацию пылевых частиц и улучшение дренажной функции бронхов. Для достижения указанных целей применяют бронходилататоры (бронхолитики), муколитики, а людям с хронической дыхательной недостаточностью проводят оксиггенотерапию.